# Nikollë Keta
Nikollë Keta vagy olaszul Nicolo Chetta (Szicíliai Királyság, Contessa Entellina, 1741 – 1803. október 15.) itáliai albán költő.
Az egyik legrégibb itáliai albán (arberes) településen, Contessa Entellinában (albán nevén Kundisëban) született. A palermói ortodox szemináriumon tanult, amelynek 1777-ben rektora lett. Költőként vallásos és világi verseket írt, albán (pontosabban arberes) és görög nyelven egyaránt. Nevéhez fűződik az első arberes nyelvű (egyúttal albán nyelvű) szonett megírása (1777), és egy csak a közelmúltban kiadott, a világ keletkezéséről szóló teológiai-tudományos munka megírása.

## Művei
- La Creazione del mondo sino al diluvio. Roma: Don Guanella. 1992.